# Velichov
Velichov é uma comuna checa localizada na região de Karlovy Vary, distrito de Karlovy Vary‎.